# Friedrich von Witzleben
Friedrich Hartmann von Witzleben (* 3. Mai 1802 in Johannisburg in Ostpreußen; † 18. August 1873 in Collm) war preußischer Soldat, Kammerherr, Schlosshauptmann von Schloss Rheinsberg, Besitzer des Rittergutes Collm sowie dilettantischer Maler.

## Leben
Von Witzleben stammte aus dem Thüringer Uradelsgeschlecht von Witzleben und war das siebente Kind der Wilhelmine (geborene von Koppenfels) und des Friedrich Albrecht Ernst Heinrich von Witzleben (8. November 1761 bis 6. Januar 1818), der sich längere Zeit in Ostpreußen aufhielt und zuletzt Königlich Preußischer Oberst und Ober-Forstmeister war.
Von Witzleben begann seine militärische Laufbahn 1815 im Kadettenkorps in Berlin und kam im Juli 1820 als Seconde-Lieutenant in das Kaiser Franz Garde-Grenadier-Regiment Nr. 2. Im Jahr 1830 wurde er Adjutant des Herzogs Karl Herzog zu Mecklenburg-Strelitz. 1832 wurde er als Premier-Lieutenant dem Kaiser Alexander Garde-Grenadier-Regiment Nr. 1 zugeteilt. Der König ernannte ihn 1834 zum Kammerherrn der Prinzessin Augusta von Preußen, der späteren Kaiserin Augusta. Diese Stellung hatte er bis 1850 inne, wurde jedoch wegen Kränklichkeit seiner Gemahlin aus dem Dienst entlassen und zog nach Dresden. Er erwarb 1856 das Rittergut Collm bei Niesky in der Oberlausitz, um dort die Sommermonate zu verbringen. Im Oktober 1861 wurde von Witzleben zum Hauptmann des Schlosses Rheinsberg ernannt. Er hatte ein großes „Talent zum Portraitiren und gleichzeitig eine schöne klangvolle Tenorstimme“, so dass er zu den beliebtesten Persönlichkeiten der Berliner Hofgesellschaft zählte.

## Werke (Auswahl)
- Augusta Prinzessin von Preußen, in Marienbad im Juli 1836 (Zeichnung)
- Herzog Karl von Mecklenburg-Strelitz mit seinem Stabe im Schloss Monbijou
- Zeichnungen von König Friedsich Wilhelm III. in den Jahren 1834–1840
- Friedrich Wilhelm IV. in der Theaterloge sitzend
- Devost, Kammerdiener der Prinzessin von Preußen 10. Oktober 1843

## Familie
Am 15. September 1836 heiratete er die in Dresden geborene Dorothea „Dolly“ von Mecklenburg (24. Dezember 1810 bis 1. Mai 1861). Aus dieser Ehe gingen fünf Kinder hervor:
- Auguste Wilhelmine Luise Friederike Julie Hedwig von Witzleben (* 28. September 1837) ⚭ 1874 mit Karl Erwin Heinrich Erdmann von Witzleben (* 1842), preußischer Rittmeister[1]
- Louise Caroline Mathilde von Witzlcben (* 1. Februar 1840 bis 1906) ⚭ 1878 mit Gerd von Below (1838–1892), preußischer Generalleutnant, Herr auf Lugowen[1]
- Emilie Caroline Charlotte Adelinde Hermine Dorothea von Witzleben (1841–1842)
- Adelaide Auguste Hermine Henriette Louise Hedwig von Witzleben (19. September 1843 bis 25. März 1928) ⚭ am 26. September 1864 mit Graf August Ludwig Traugott Botho zu Eulenburg (1838–1921), preußischer Kammerherr[1]
- Karl Friedrich Wilhelm Ludwig von Witzleben (*/† 1844)